# Eduard Roškar
Eduard Roškar, slovenski politik, * ?.
Med 2. julijem 1998 in 1. julijem 2001 je bil državni sekretar Republike Slovenije (za pomorstvo) na Ministrstvu za promet in zveze Republike Slovenije.